# Arquidiocese de Guwahati
A Arquidiocese de Guwahati (Archidiœcesis Guvahatina) é uma arquidiocese da Igreja Católica situada em Guwahati, em Índia. É fruto da elevação da Diocese de Guwahati. Seu atual arcebispo é John Moolachira. Sua sé é a Catedral de Cristo Portador de Boa Novas.

## História
A região de Assam é considerada uma das mais antigas regiões cristianizadas da Índia. Dois missionários jesuítas portugueses, Cabral e Cacella, foram os primeiros missionários cristãos, em 26 de setembro de 1626. Foram do Tibet a Hooghly, nessa época.
Em 1850, três padres ligados à Sociedade para as Missões Estrangeiras de Paris chegaram a região. Um deles, padre Robin, tentou aprender assamês e criou um centro católico em Bongnia e Guwahati.
Em 1992, foi desmembrada da Arquidiocese de Shillong-Gauhati e das dioceses de Tezpur e Tura a diocese de Guwahati. Esta diocese foi elevada à arquidiocese em 10 de julho de 1995.

## Prelados
|            | Nome                         | Período    | Notas               |
| Arcebispos | Arcebispos                   | Arcebispos | Arcebispos          |
| ---------- | ---------------------------- | ---------- | ------------------- |
| 2º         | John Moolachira              | 2012-      | Atual               |
| 1º         | Thomas Menamparampil, S.D.B. | 1995-2012  | Arcebispo emérito   |
| Bispo      |                              |            |                     |
| 1º         | Thomas Menamparampil, S.D.B. | 1992-1995  | Elevado à Arcebispo |